# Hanfried Schüttler
Hanfried Schüttler (* 1953 in Essen) ist ein deutscher Schauspieler, Regisseur, Coach und Autor.

## Leben und Karriere
Schüttler kam über Umwege zur Schauspielerei. Er wollte zunächst Psychiater werden und hatte als Pfleger in der Psychiatrie der Uniklinik Köln und im 1978 geschlossenen Landeskrankenhaus Brauweiler gearbeitet, bevor er in einer der ersten freien Theatergruppen in Köln den Harlekin in Justus Mösers Die Tugend auf der Schaubühne an der Studiobühne der Universität Köln spielte. Schüttler studierte Theaterwissenschaften, Pädagogik und Soziologie in Köln. Danach absolvierte er eine Ausbildung zum Schauspieler an der Westfälischen Schauspielschule Bochum, die er 1981 beendete.
Nach Gastengagements am Schauspiel Essen und am Musiktheater im Revier in Gelsenkirchen folgte 1981 ein Festengagement an den Städtischen Bühnen Münster. 1985 inszenierte er zum ersten Mal an der Landesbühne Niedersachsen Nord, an der er auch als Schauspieler tätig war. Daneben leitete er, zusammen mit Anna Cron, u. a. eine Theatergruppe mit Langzeitarbeitslosen.
1992 wurde er Intendant der Burghofbühne Dinslaken. 2000 wechselte er als Schauspieldirektor an das Mainfranken Theater Würzburg. Ab 2005 war er Regisseur am Landestheater Coburg, am Theater Regensburg und für die Konzertdirektion Landgraf. 2006 übernahm er die Leitung des Theater der Keller in Köln und der Schauspielschule der Keller. Seit 2009 arbeitet er wieder als freier Regisseur und Schauspieler.
Seit 2006 ist er als Dozent für Schauspiel und Regie und als Coach für verschiedene Film- und Fernsehproduktionen aktiv.
Hanfried Schüttler lebt in Berlin. Er ist mit der Autorin Anna Cron verheiratet. Die gemeinsame Tochter ist die Schauspielerin Katharina Schüttler.

## Filmografie (Auswahl)
- 1988: Der wahre Jakob (Fernsehfilm)
- 1988: Ein Fall für zwei (Fernsehserie, zwei Folgen)
- 1993: Barschel – Mord in Genf?
- 1993–1994: Stadtklinik (Fernsehserie, sechs Folgen)
- 2008: Lindenstraße (Fernsehserie, eine Folge)
- 2012: Der Staatsanwalt (Fernsehserie, Folge 7x05, Schlangengrube)
- 2017: Unter uns (Fernsehserie, zwei Folgen)
- 2017: Hausbau mit Hindernissen (Fernsehfilm)
- 2018: Wilsberg: Prognose Mord (Fernsehreihe)
- 2018: Helen Dorn: Schatten der Vergangenheit (Fernsehreihe)
- 2020: Pastewka (Fernsehserie, Folge 10x10)